# Archipiélago del Sulcis
El archipiélago del Sulcis (o Sulcitano) (del italiano: Arcipelago del Sulcis) es un archipiélago de Italia localizado en aguas del mar Mediterráneo a poca distancia de la costa suroccidental de la isla de Cerdeña, formado por dos islas principales y algunas otras menores. Tiene una superficie en conjunto de 160 km² y una población de 20.963 habitantes. Las islas pertenecen a la provincia de  Cerdeña del Sur, a los municipios de Carloforte, Sant'Antioco y Calasetta. 
En algunos centros de estas islas se habla un dialecto, el tabarkino, reconocido como una lengua minoritaria en la legislación regional sarda. Esta es una comunidad originalmente de Liguria, que fue trasladado en el siglo XVI a la isla de Tabarca, en Túnez, y luego, en 1738 y 1770, de nuevo trasladada a las islas de Sulcis.

## Geografía
Forman parte del archipiélago dos islas principales, la Isla de Sant'Antioco (108 km²) y la isla de San Pietro (51 km²), y también algunas pequeñas islas e islotes, como la Isla del Toro, la Isla La Vaca, la Isla del Corno y la isla de Ratti, además de la única habitada, la isla de Piana (Sulcis) (0,2 km²).